# Thibault Bazin

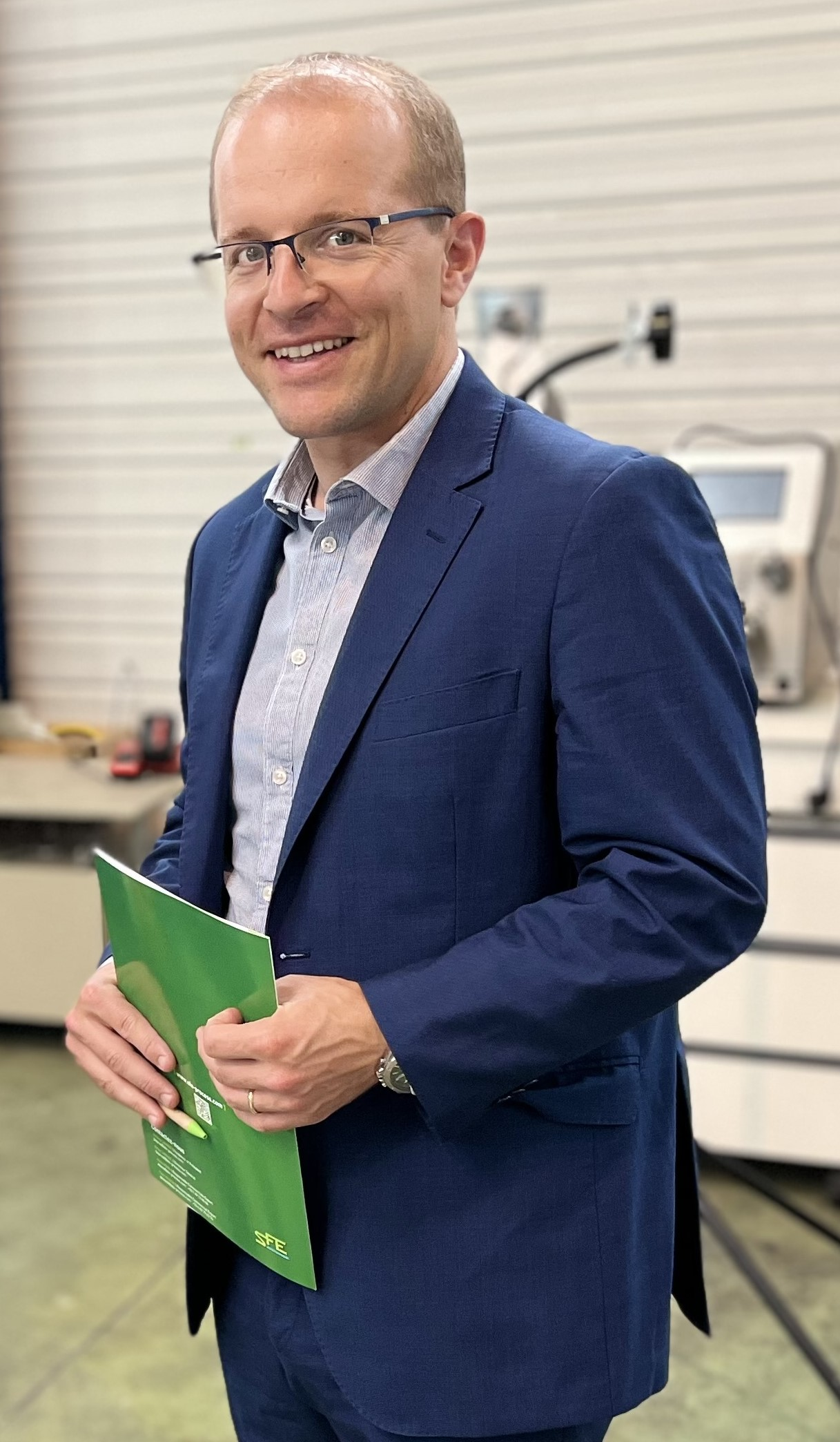
Foto de Thibault bazin

Thibault Bazin (nascido em 27 de outubro de 1984) é um político republicano francês que representa o 4º círculo eleitoral de Meurthe-et-Moselle na Assembleia Nacional desde 2017.